# Olivier Pantaloni
Olivier Pantaloni (Bastia, 13 dicembre 1966) è un allenatore di calcio ed ex calciatore francese di origini italiane, tecnico del Lorient.

## Carriera

### Giocatore
Nato a Bastia, in Corsica, svolge le giovanili nelle due squadre della città di Ajaccio: l' Ac Ajaccio e il Gazélec. 
Dopo 3 stagioni al Nizza, si trasferisce alla maggiore società calcistica corsa, il Bastia nel 1988. Dopo due anni passa al Saint-Etiènne che lo gira in prestito prima al Martigues e poi al Gazélec.
Nel 1994 torna all' Ajaccio, dove rimarrà sino al 2000 e dove chiuderà la carriera con 146 presenze e 37 goal nei vari campionati disputati.
All'Ajaccio dal 2001, inizialmente come fisioterapista, nel 2005 è diventato il vice allenatore e nel 2009 è diventato capo allenatore del club, riuscendo a centrare la promozione in Ligue 1.
La stagione successiva ottiene la salvezza.
Nel 2013 diventa tecnico del Tours, ma si dimette poi il 21 ottobre, per poi tornare a guidare l'Ajaccio il 7 novembre in Ligue 2.

### Allenatore
Dopo una stagione sabbatica, Olivier è tornato all'Ajaccio nel 2001-2002, quella della promozione in Divisione 1, come assistente di Rolland Courbis, si occupa della preparazione fisica.
Olivier Pantaloni poi allena con successo la squadra di riserva dell'Ajaccio per 2 stagioni: nel 2003-2004, 2° in DH Corsica, accesso alla CFA2 dopo gli spareggi; nel 2004-2005, mantenimento in CFA2 dopo i play-off e poi ripescaggi.
Ha guidato la prima squadra dell'Ajaccio per 5 partite a settembre e ottobre 2004, in qualità di allenatore ad interim dopo l'esonero di Dominique Bijotat e in attesa del ritorno di Rolland Courbis.
Il 23 febbraio 2009 è subentrato come capo allenatore a José Pasqualetti, che ha deciso di fare un passo indietro a causa degli scarsi risultati del club, minacciato dalla retrocessione. È riuscito a mantenere il club in Ligue 2 alla fine della stagione 2008-2009 grazie in particolare alle vittorie su Lens, Boulogne e Angers (tre squadre che si stavano giocando la promozione in Ligue 1), e soprattutto grazie al successo ottenuto in casa contro Metz durante la 37ª giornata. Alla fine della stagione 2008-2009, è stato confermato come allenatore per la stagione 2009-2010. Poi alla fine della stagione 2010-2011, ha permesso all'Ajaccio di riconquistare l'élite del calcio francese, 5 anni dopo la retrocessione nel 2006. Durante la stagione 2011-2012, il club corso si salva durante l'ultima giornata. Olivier Pantaloni lascia il club il 13 giugno 2012.
In carica dal 2013 al Tours, ha lasciato il club il 21 ottobre 2014, citando la mancanza delle condizioni necessarie per svolgere le sue funzioni. Liberato dal contratto che lo legava al club Touraine dalla commissione legale della LFP, ha preso posto sulla panchina dell'Ajaccio il 7 novembre 2014 per condurre la sua prima partita in Corsica contro il Troyes nella 14ª giornata di Ligue 2 (vittoria per 2-1 dopo i successi di Nicolas Fauvergue e Dennis Oliech).

## Statistiche

### Statistiche da allenatore
Statistiche aggiornate al 17 maggio 2025. In grassetto le competizioni vinte.
| Stagione        | Squadra         | Campionato      | Campionato | Campionato | Campionato | Campionato | Coppe nazionali | Coppe nazionali | Coppe nazionali | Coppe nazionali | Coppe nazionali | Coppe continentali | Coppe continentali | Coppe continentali | Coppe continentali | Coppe continentali | Altre coppe | Altre coppe | Altre coppe | Altre coppe | Altre coppe | Totale | Totale | Totale | Totale | % Vittorie | Piazzamento |
| Stagione        | Squadra         | Comp            | G          | V          | N          | P          | Comp            | G               | V               | N               | P               | Comp               | G                  | V                  | N                  | P                  | Comp        | G           | V           | N           | P           | G      | V      | N      | P      | % Vittorie | Piazzamento |
| --------------- | --------------- | --------------- | ---------- | ---------- | ---------- | ---------- | --------------- | --------------- | --------------- | --------------- | --------------- | ------------------ | ------------------ | ------------------ | ------------------ | ------------------ | ----------- | ----------- | ----------- | ----------- | ----------- | ------ | ------ | ------ | ------ | ---------- | ----------- |
| 2009-2010       | Ajaccio         | L2              | 38         | 13         | 9          | 16         | CF+CdL          | 1+2             | 0+1             | 0+1             | 1+0             | -                  | -                  | -                  | -                  | -                  | -           | -           | -           | -           | -           | 41     | 14     | 10     | 17     | 34,15      | 13º         |
| 2010-2011       | Ajaccio         | L2              | 38         | 17         | 13         | 8          | CF+CdL          | 2+4             | 1+2             | 0+1             | 1+1             | -                  | -                  | -                  | -                  | -                  | -           | -           | -           | -           | -           | 44     | 20     | 14     | 10     | 45,45      | 2º (prom.)  |
| 2011-2012       | Ajaccio         | L1              | 38         | 9          | 14         | 15         | CF+CdL          | 1+1             | 0+0             | 1+0             | 0+1             | -                  | -                  | -                  | -                  | -                  | -           | -           | -           | -           | -           | 40     | 9      | 15     | 16     | 22,50      | 16º         |
| 2013-2014       | Tours           | L2              | 38         | 15         | 10         | 13         | CF+CdL          | 1+4             | 0+2             | 0+1             | 1+1             | -                  | -                  | -                  | -                  | -                  | -           | -           | -           | -           | -           | 43     | 17     | 11     | 15     | 39,53      | 8º          |
| 2014-gen. 2015  | Tours           | L2              | 11         | 4          | 0          | 7          | CF+CdL          | 0+1             | 0               | 1               | 0               | -                  | -                  | -                  | -                  | -                  | -           | -           | -           | -           | -           | 12     | 4      | 1      | 7      | 33,33      | Dimis.      |
| Totale Tours    | Totale Tours    | Totale Tours    | 49         | 19         | 10         | 20         |                 | 6               | 2               | 2               | 2               |                    | -                  | -                  | -                  | -                  |             | -           | -           | -           | -           | 55     | 21     | 12     | 22     | 38,18      |             |
| gen.-giu. 2015  | Ajaccio         | L2              | 25         | 6          | 8          | 11         | CF+CdL          | 3+1             | 2+0             | 0+0             | 1+1             | -                  | -                  | -                  | -                  | -                  | -           | -           | -           | -           | -           | 29     | 8      | 8      | 13     | 27,59      | Sub. 17º    |
| 2015-2016       | Ajaccio         | L2              | 38         | 9          | 15         | 14         | CF+CdL          | 2+2             | 1+0             | 1+2             | 0+0             | -                  | -                  | -                  | -                  | -                  | -           | -           | -           | -           | -           | 42     | 9      | 18     | 14     | 21,43      | 17º         |
| 2016-2017       | Ajaccio         | L2              | 38         | 13         | 9          | 16         | CF+CdL          | 1+1             | 0+0             | 0+0             | 1+1             | -                  | -                  | -                  | -                  | -                  | -           | -           | -           | -           | -           | 40     | 13     | 9      | 18     | 32,50      | 11º         |
| 2017-2018       | Ajaccio         | L2              | 38+3       | 20+0       | 8+1        | 10+2       | CF+CdL          | 1+1             | 0+0             | 0+0             | 1+1             | -                  | -                  | -                  | -                  | -                  | -           | -           | -           | -           | -           | 43     | 20     | 9      | 14     | 46,51      | 3º          |
| 2018-2019       | Ajaccio         | L2              | 38         | 9          | 13         | 16         | CF+CdL          | 1+2             | 0+0             | 0+1             | 1+1             | -                  | -                  | -                  | -                  | -                  | -           | -           | -           | -           | -           | 41     | 9      | 14     | 18     | 21,95      | 17º         |
| 2019-2020       | Ajaccio         | L2              | 28         | 15         | 7          | 6          | CF+CdL          | 1+2             | 0+1             | 0+0             | 1+1             | -                  | -                  | -                  | -                  | -                  | -           | -           | -           | -           | -           | 31     | 16     | 7      | 8      | 51,61      | 3º          |
| 2020-2021       | Ajaccio         | L2              | 38         | 11         | 13         | 14         | CF              | 2               | 1               | 0               | 1               | -                  | -                  | -                  | -                  | -                  | -           | -           | -           | -           | -           | 40     | 12     | 13     | 15     | 30,00      | 13º         |
| 2021-2022       | Ajaccio         | L2              | 38         | 22         | 9          | 7          | CF              | 1               | 0               | 1               | 0               | -                  | -                  | -                  | -                  | -                  | -           | -           | -           | -           | -           | 39     | 22     | 10     | 7      | 56,41      | 2º (prom.)  |
| 2022-2023       | Ajaccio         | L1              | 38         | 7          | 5          | 26         | CF              | 2               | 1               | 0               | 1               | -                  | -                  | -                  | -                  | -                  | -           | -           | -           | -           | -           | 40     | 8      | 5      | 27     | 20,00      | 18º (retr.) |
| 2023-2024       | Ajaccio         | L2              | 38         | 12         | 10         | 16         | CF              | 2               | 1               | 0               | 1               | -                  | -                  | -                  | -                  | -                  | -           | -           | -           | -           | -           | 40     | 13     | 10     | 17     | 32,50      | 15º         |
| Totale Ajaccio  | Totale Ajaccio  | Totale Ajaccio  | 474        | 163        | 134        | 177        |                 | 36              | 11              | 8               | 17              |                    | -                  | -                  | -                  | -                  |             | -           | -           | -           | -           | 510    | 174    | 142    | 194    | 34,12      |             |
| 2024-2025       | Lorient         | L2              | 34         | 22         | 5          | 7          | CF              | 4               | 3               | 0               | 1               | -                  | -                  | -                  | -                  | -                  | -           | -           | -           | -           | -           | 38     | 25     | 5      | 8      | 65,79      | 1º (prom.)  |
| Totale carriera | Totale carriera | Totale carriera | 557        | 204        | 149        | 204        |                 | 46              | 16              | 10              | 20              |                    | -                  | -                  | -                  | -                  |             | -           | -           | -           | -           | 603    | 220    | 159    | 224    | 36,48      |             |

## Palmarès

### Allenatore

#### Competizioni nazionali
- Campionato francese di seconda divisione: 1

Lorient: 2024-2025